# Melocactus

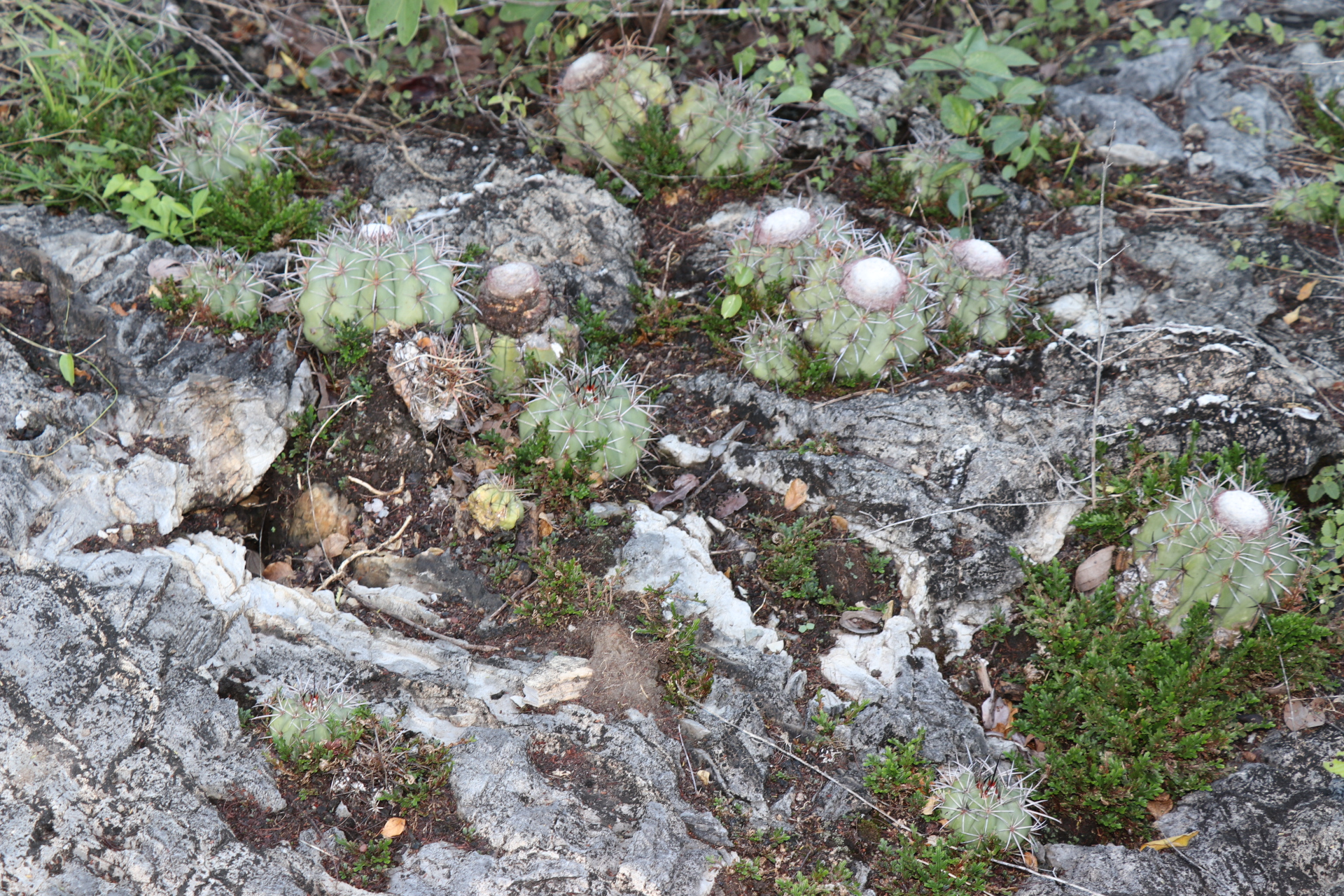
Melocactus sergipensis am Typstandort, Sergipe/Brasilien 9. Mai 2018

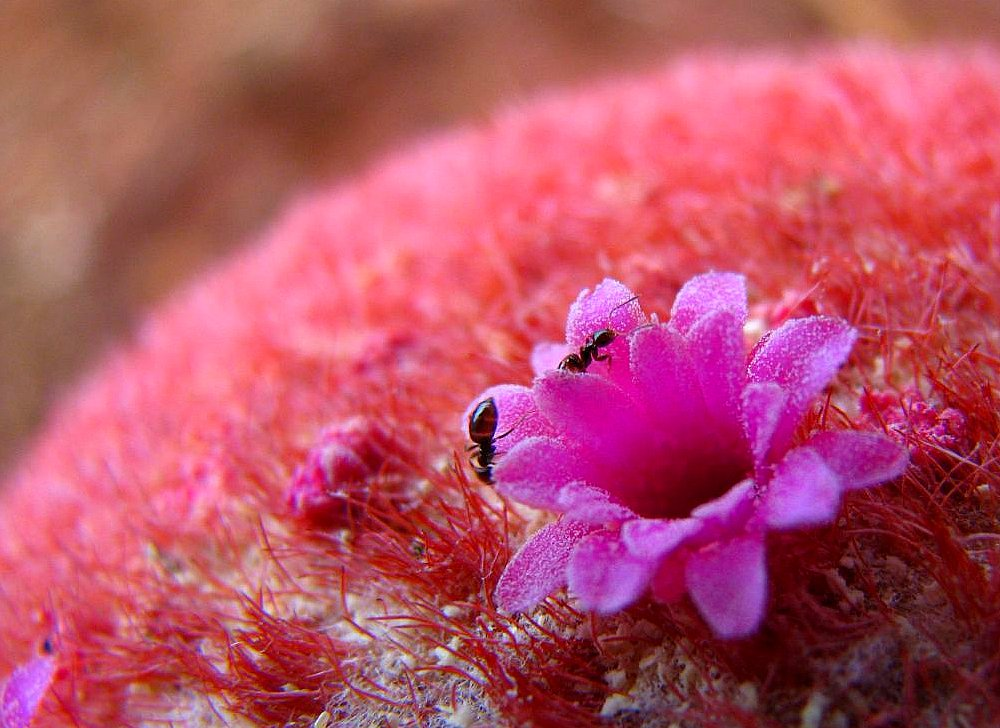
Blüte von Melocactus zehntneri

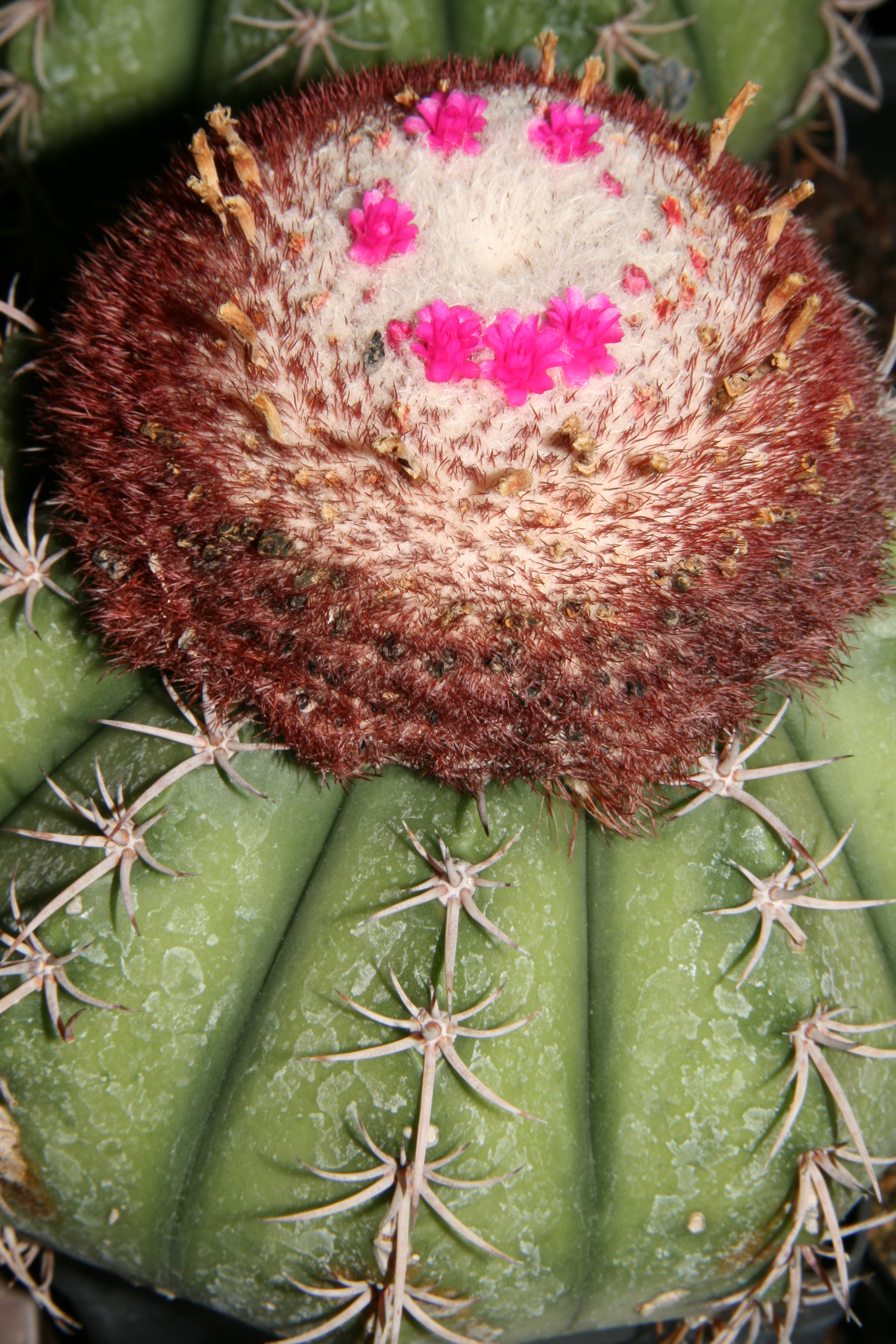
Melocactus braunii

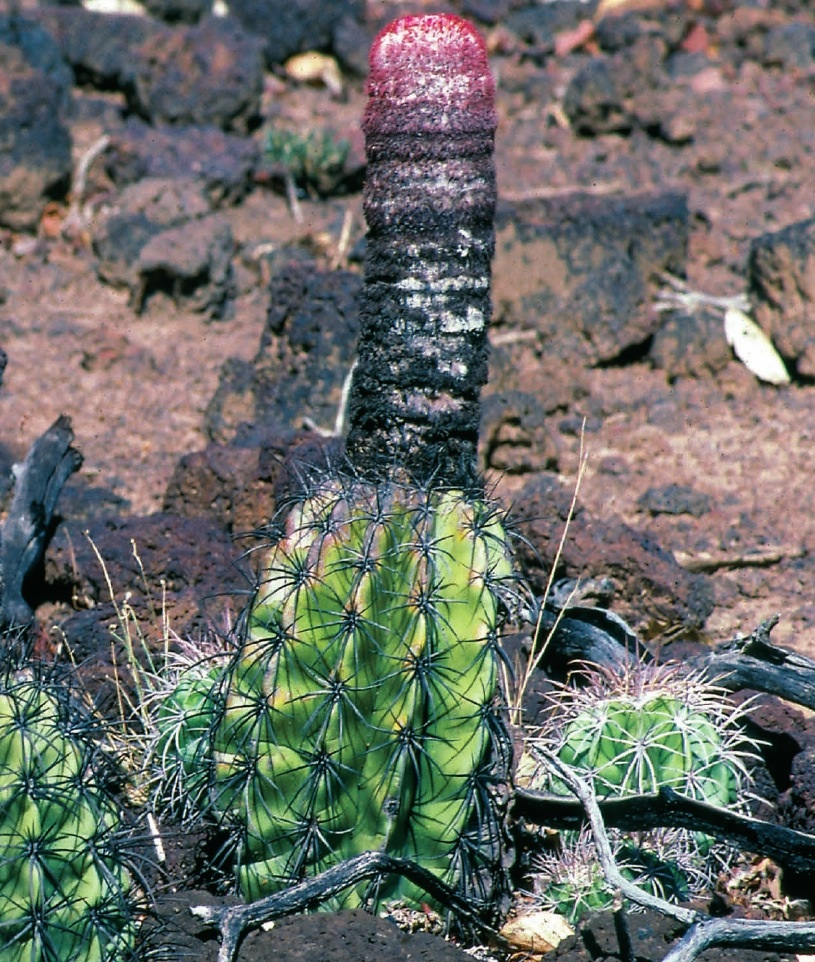
Melocactus deinacanthus

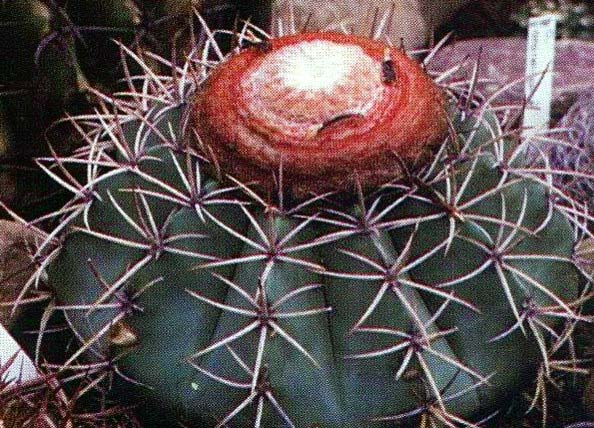
Melocactus lanssensianus

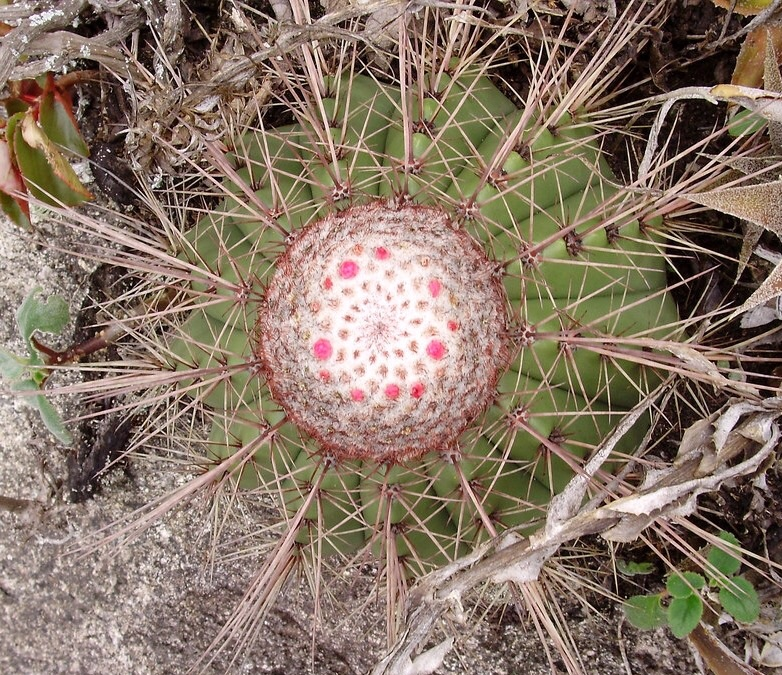
Melocactus oreas

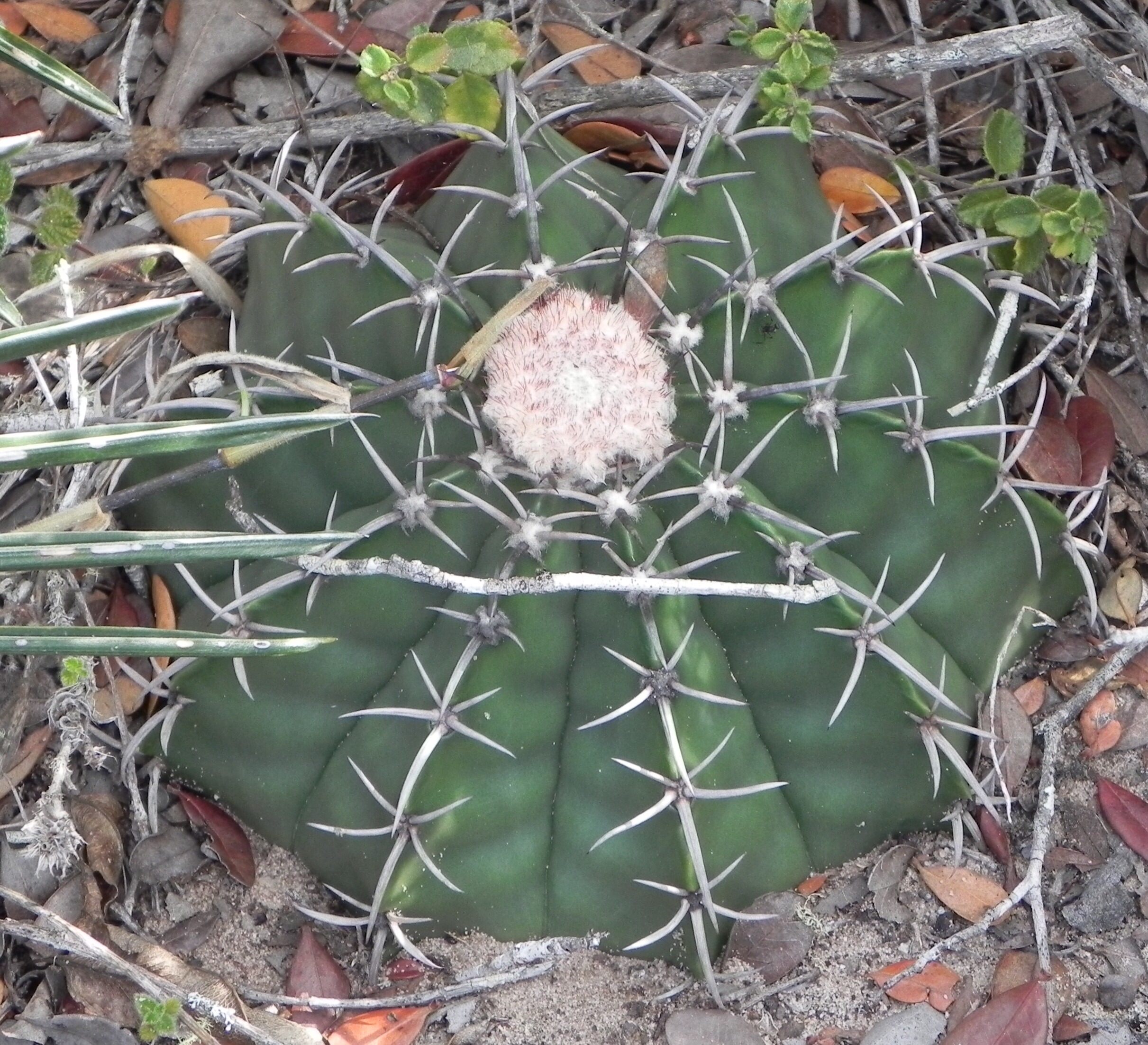
Melocactus paucispinus

Melocactus ist eine Pflanzengattung aus der Familie der Kakteengewächse (Cactaceae). Der botanische Name der Gattung leitet sich vom griechischen Substantiv μηλον melon für „Apfel“ oder „Melone“ ab und bezieht sich auf die Größe und Form des Pflanzenkörpers.

## Beschreibung
Die niedergedrückt kugelförmig bis zylindrisch wachsenden Arten der Gattung Melocactus erreichen Wuchshöhen von unter einem Meter. Die Triebe bestehen aus 8 bis 27 senkrechten Rippen, die nicht in Warzen oder Höcker gegliedert sind. Auf ihnen sitzen kleine bis große Areolen, aus denen 3 bis 21 (oder mehr) Dornen entspringen, die sich kaum in Mittel- und Randdornen unterscheiden lassen und die bei jungen Pflanzen manchmal gehakt sind. Nach dem Abschluss des vegetativen Wachstums in der Jugendphase bildet sich ein endständiges Cephalium heraus, das aus Wollhaaren und Borsten besteht.
Die kurzlebigen, kleinen Blüten erscheinen aus dem Cephalium. Sie sind röhrenförmig, rot bis rosafarben und kahl.
Die kurzen bis lang keulenförmigen, saftigen Früchte sind kahl. Sie können weiß, rosafarben, magenta oder rötlich sein und tragen einen ausdauernden Blütenrest. Die Früchte enthalten schwarze, kugel- bis eiförmige Samen.

## Systematik und Verbreitung
Das Verbreitungsgebiet der Gattung Melocactus erstreckt sich vom Westen Mexikos südlich durch Mittelamerika bis nach Ecuador und in den Süden von Peru. Im Osten reicht es bis nach Venezuela sowie das östliche Brasilien und umfasst die Karibik.
Die Erstbeschreibung der Gattung durch Heinrich Friedrich Link und Christoph Friedrich Otto wurde 1827 veröffentlicht. Die Typusart der Gattung ist Cactus melocactus. 

### Systematik nach N.Korotkova et al. (2021)
Die Gattung umfasst folgenden Arten:
- Melocactus acunae León
- Melocactus ×albicephalus Buining & Brederoo
- Melocactus andinus R.Gruber ex N.P.Taylor
  - Melocactus andinus subsp. andinus
  - Melocactus andinus subsp. hernandezii (Fern.Alonso & Xhonneux) N.P.Taylor
- Melocactus azureus Buining & Brederoo
- Melocactus bahiensis (Britton & Rose) Luetzelb.
  - Melocactus bahiensis subsp. amethystinus (Buining & Brederoo) N.P.Taylor
  - Melocactus bahiensis subsp. bahiensis
  - Melocactus bahiensis f. acispinosus (Buining & Brederoo) N.P.Taylor
  - Melocactus bahiensis f. bahiensis
  - Melocactus bahiensis f. inconcinnus (Buining & Brederoo) N.P.Taylor
- Melocactus bellavistensis Rauh & Backeb.
  - Melocactus bellavistensis subsp. bellavistensis
  - Melocactus bellavistensis subsp. onychacanthus (F.Ritter) N.P.Taylor
- Melocactus ×bozsingianus Antesberger
- Melocactus braunii Esteves
- Melocactus broadwayi (Britton & Rose) A.Berger
- Melocactus caroli-linnaei N.P.Taylor
- Melocactus concinnus Buining & Brederoo
- Melocactus conoideus Buining & Brederoo
- Melocactus curvispinus Pfeiff.
  - Melocactus curvispinus subsp. caesius (H.L.Wendl.) N.P.Taylor
  - Melocactus curvispinus subsp. curvispinus
  - Melocactus curvispinus subsp. dawsonii (Bravo) N.P.Taylor
  - Melocactus curvispinus subsp. koolwijkianus (Suringar) G.Thomson
- Melocactus deinacanthus Buining & Brederoo
- Melocactus ernestii Vaupel
  - Melocactus ernestii subsp. ernestii
  - Melocactus ernestii subsp. longicarpus (Buining & Brederoo) N.P.Taylor
- Melocactus estevesii P.J.Braun
- Melocactus ferreophilus Buining & Brederoo ≡ Melocactus azureus subsp. ferreophilus (Buining & Brederoo) N.P.Taylor
- Melocactus glaucescens Buining & Brederoo
- Melocactus harlowii (Britton & Rose) Vaupel
- Melocactus ×horridus Werderm.
- Melocactus intortus (Mill.) Urb.
- Melocactus lanssensianus P.J.Braun
- Melocactus lemairei (Monv. ex Lem.) Miq. ex Lem.
- Melocactus levitestatus Buining & Brederoo
- Melocactus macracanthos (Salm-Dyck) Link & Otto
- Melocactus matanzanus León
- Melocactus mazelianus Říha
- Melocactus nagyi Z.Mészáros
- Melocactus neoviridescens Guiggi ≡ Melocactus pachyacanthus subsp. viridis N.P.Taylor
- Melocactus neryi K.Schum.
- Melocactus oreas Miq.
  - Melocactus oreas subsp. cremnophilus (Buining & Brederoo) P.J.Braun
  - Melocactus oreas subsp. oreas
- Melocactus pachyacanthus Buining & Brederoo
- Melocactus paucispinus Heimen & R.Raul
- Melocactus pedernalensis M.M.Mejía & R.G.García
- Melocactus perezassoi Areces
- Melocactus peruvianus Vaupel
- Melocactus praerupticola Areces
- Melocactus radoczii Z.Mészáros
- Melocactus salvadorensis Werderm.
  - Melocactus salvadorensis subsp. oliveirae P.J.Braun
  - Melocactus salvadorensis subsp. salvadorensis
- Melocactus schatzlii W.Till & R.Gruber
  - Melocactus schatzlii subsp. chicamochae Fern.Alonso & Xhonneux
  - Melocactus schatzlii subsp. schatzlii
- Melocactus sergipensis N.P.Taylor & Meiado
- Melocactus smithii (Alexander) Buining ex G.D.Rowley
- Melocactus stramineus Suringar
- Melocactus violaceus Pfeiff.
  - Melocactus violaceus subsp. margaritaceus N.P.Taylor
  - Melocactus violaceus subsp. ritteri N.P.Taylor
  - Melocactus violaceus subsp. violaceus
- Melocactus zehntneri (Britton & Rose) Luetzelb.

### Systematik nach Anderson/Eggli (2005)
Zur Gattung Melocactus gehören die folgenden Arten:
- Melocactus ×albicephalus
natürliche Hybride zwischen Melocactus ernestii und Melocactus glaucescens
- Melocactus andinus R.Gruber ex N.P.Taylor
  - Melocactus andinus subsp. andinus
  - Melocactus andinus subsp. hernandezii (Fern.Alonso & Xhonneux) N.P.Taylor
- Melocactus azureus Buining & Brederoo
  - Melocactus azureus subsp. azureus
  - Melocactus azureus subsp. ferreophilus (Buining & Brederoo) N.P.Taylor ≡ Melocactus ferreophilus Buining & Brederoo
- Melocactus bahiensis (Britton & Rose) Luetzelb.
  - Melocactus bahiensis subsp. bahiensis
  - Melocactus bahiensis subsp. amethystinus (Buining & Brederoo) N.P.Taylor
- Melocactus bellavistensis Rauh & Backeb.
  - Melocactus bellavistensis subsp. bellavistensis
  - Melocactus bellavistensis subsp. onychacanthus (F.Ritter) N.P.Taylor
- Melocactus ×bozsingianus
natürliche Hybride zwischen Melocactus curvispinus subsp. koolwijkianus und Melocactus stramineus
- Melocactus braunii Esteves
- Melocactus broadwayi (Britton & Rose) A.Berger
- Melocactus caroli-linnaei N.P.Taylor
- Melocactus concinnus Buining & Brederoo
- Melocactus conoideus Buining & Brederoo
- Melocactus curvispinus Pfeiff.
  - Melocactus curvispinus subsp. curvispinus
  - Melocactus curvispinus subsp. caesius (H.L.Wendl.) N.P.Taylor
  - Melocactus curvispinus subsp. dawsonii (Bravo) N.P.Taylor
  - Melocactus curvispinus subsp. koolwijkianus (Suringar) G.Thomson
- Melocactus deinacanthus Buining & Brederoo
- Melocactus ernestii Vaupel
  - Melocactus ernestii subsp. ernestii
  - Melocactus ernestii subsp. longicarpus (Buining & Brederoo) N.P.Taylor
- Melocactus estevesii P.J.Braun
- Melocactus glaucescens Buining & Brederoo
- Melocactus harlowii (Britton & Rose) Vaupel
- Melocactus ×horridus
natürliche Hybride zwischen Melocactus ernestii und Melocactus zehntneri
- Melocactus intortus (Mill.) Urb.
  - Melocactus intortus subsp. intortus
  - Melocactus intortus subsp. domingensis Areces = Melocactus pedernalensis M.M.Mejía & R.G.García
- Melocactus lanssensianus P.J.Braun
- Melocactus lemairei (Monv. ex Lem.) Miq. ex Lem.
- Melocactus levitestatus Buining & Brederoo
- Melocactus macracanthos (Salm-Dyck) Link & Otto
- Melocactus matanzanus León
- Melocactus mazelianus Říha
- Melocactus neryi K.Schum.
- Melocactus oreas Miq.
  - Melocactus oreas subsp. oreas
  - Melocactus oreas subsp. cremnophilus (Buining & Brederoo) P.J.Braun
- Melocactus pachyacanthus Buining & Brederoo
  - Melocactus pachyacanthus subsp. pachyacanthus
  - Melocactus pachyacanthus subsp. viridis N.P.Taylor ≡ Melocactus neoviridescens Guiggi
- Melocactus paucispinus Heimen & R.J.Paul
- Melocactus perezassoi Areces
- Melocactus peruvianus Vaupel
- Melocactus praerupticola Areces
- Melocactus salvadorensis Werderm.
- Melocactus schatzlii H.Till & R.Gruber
  - Melocactus schatzlii subsp. schatzlii
  - Melocactus schatzlii subsp. chicamochaensis Fern.Alonso & Xhonneux
- Melocactus smithii (Alexander) Buining ex G.D.Rowley
- Melocactus stramineus Suringar
- Melocactus violaceus Pfeiff.
  - Melocactus violaceus subsp. violaceus
  - Melocactus violaceus subsp. margaritaceus N.P.Taylor
  - Melocactus violaceus subsp. ritteri N.P.Taylor
- Melocactus zehntneri (Britton & Rose) Luetzelb.

## Botanische Geschichte

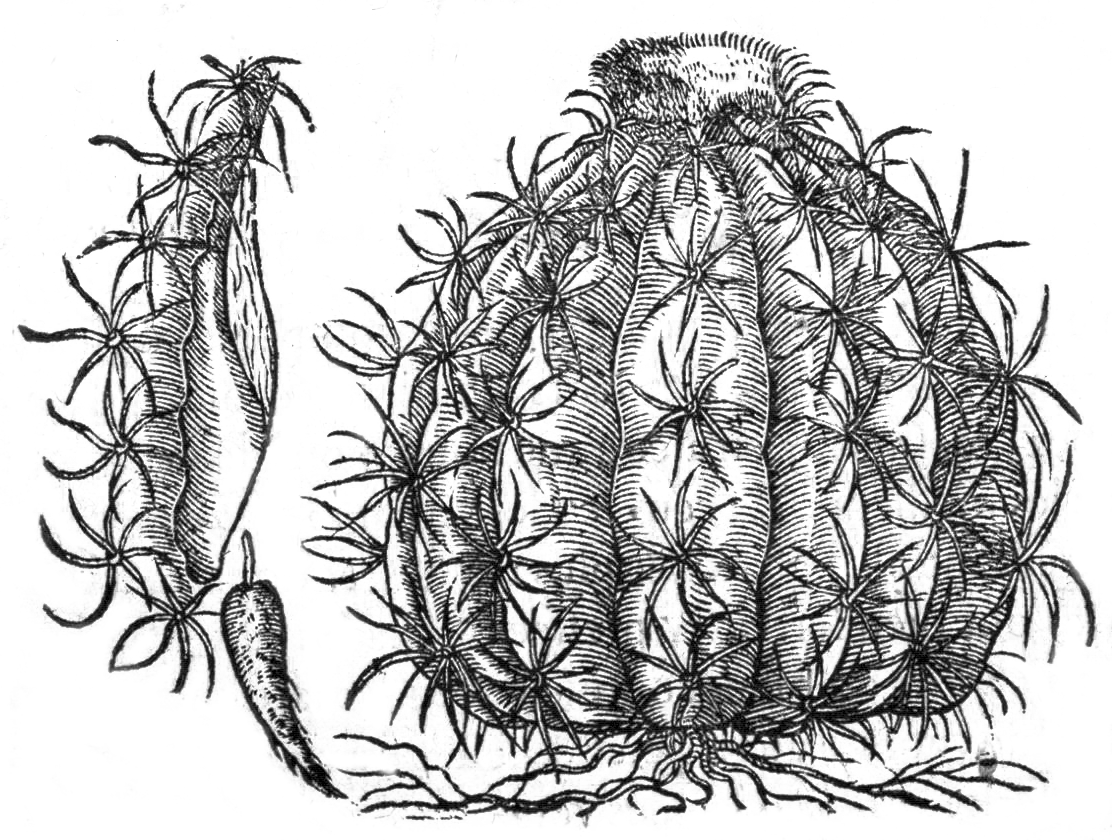
„Melocarduus echinatus, de Pena“ aus Jacques Daléchamps: Historia Generalis Plantarum von 1586

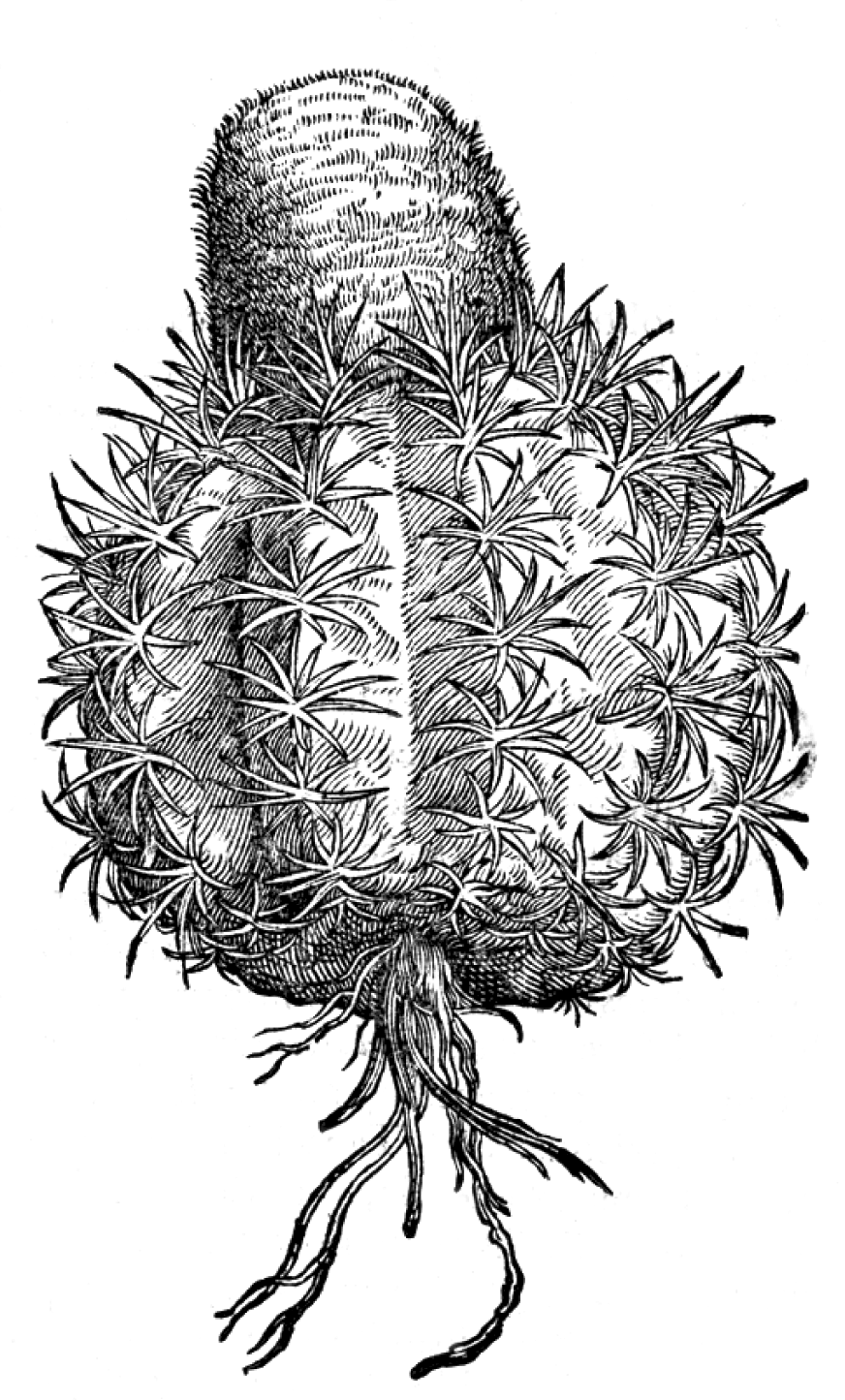
Abbildung eines Melocactus in Charles de l'Ecluses 1605 veröffentlichtem Exoticorum.

Arten der Gattung Melocactus gehören zu den ersten Kakteenarten, die nach Europa gelangten. Eine frühe Abbildung und Beschreibung als Echinomelocactos befindet sich in Charles de l’Écluses Exoticorum von 1605. Joseph Pitton de Tournefort verkürzte 1694 in seinen Élémens de botanique die Schreibweise zu Melocactus und gab eine erste Gattungsbeschreibung. Carl von Linné fasste 1753 in Species Plantarum alle Kakteenarten unter der Gattung Cactus zusammen, darunter auch die Art Cactus melocactus, die heute die Typus-Art der Gattung ist und erst 1991 als Melocactus caroli-linnaei gültig beschrieben wurde. 1827 beschrieben Heinrich Friedrich Link und Christoph Friedrich Otto die Gattung in ihrer heutigen Form.

## Nachweise

## Weiterführende Literatur
- José Luis Fernández Alonso, Guy Xhonneux: Novedades taxonómicas y sinopsis del género Melocactus Link & Otto (Cactaceae) en Colombia. In: Revista de la Academia Colombiana de Ciencias Exactas, Físicas y Naturales. Band 26, Nummer 100, 2002, S. 353–365 (PDF; 11,1 MB).
- N. L. Britton, J. N. Rose: The Cactaceae. Descriptions and Illustrations of Plants of the Cactus Family. Band III. The Carnegie Institution of Washington, Washington 1922, S. 220–238 (online).
- Friedrich Anton Wilhelm Miquel: Monographia generis Melocacti. Eduard Weber, Breslau/Bonn 1840 (online).
- Nigel P. Taylor: The Genus Melocactus (Cactaceae) in Central and South America. In: Bradleya. Band 9, 1991, S. 1–80 (doi:10.25223/brad.n9.1991.a1).
- George Thomson: A review of Melocactus printed illustrations from drawings and paintings 1571–1923. In: Bradleya. Band 42, 2024, S. 235–250 (doi:10.25223/brad.n42.2024.a23).